# رايموند أوكونور
رايموند أوكونور (بالإنجليزية: Raymond O'Connor)‏ هو ممثل أمريكي، ولد في 13 سبتمبر 1952 في الولايات المتحدة.

## وصلات خارجية
- رايموند أوكونور على موقع IMDb (الإنجليزية)
- رايموند أوكونور على موقع ألو سيني (الفرنسية)
- رايموند أوكونور على موقع أول موفي (الإنجليزية)
- رايموند أوكونور على موقع قاعدة بيانات الأفلام السويدية (السويدية)
- رايموند أوكونور على موقع قاعدة بيانات الفيلم (الإنجليزية)
- رايموند أوكونور على موقع كينوبويسك (الروسية)